# سفر امن به خانه
سفر امن به خانه (به انگلیسی: Safe Trip Home) آلبومی از هنرمند اهل بریتانیا دایدو است که در ۱۷ نوامبر ۲۰۰۸ میلادی در بریتانیا منتشر شد. در این آلبوم افرادی مانند جان براین، میک فلیتوود و برایان اینو با دایدو همکاری کردند.